# Parodi
Parodi (av grekiska parodia, som kommer av para, bredvid, och ode, dikt), kulturprodukt eller stilfigur som efterliknar en annan, välkänd, kulturprodukt, eller en kulturell genre, ofta i syfte att nå ironiska och komiska effekter.
Parodin är oftast riktad direkt mot kulturverket i sig, till skillnad från travestin, som kan vara riktad åt ett annat håll till exempel vrångbilder och karikatyrer.
Idag driver parodier ofta med stereotypa människobeskrivningar och har klichéartad handling.